# Hearts in the Air
Hearts in the Air è il terzo singolo proveniente dal secondo album di Eric Saade, Saade Vol. 1, pubblicato il 1º giugno 2011 dall'etichetta discografica Roxy Recordings, incisa in collaborazione con J-Son. La canzone è stata scritta da Julimar Santos. Il singolo è stato presentato il 22 maggio 2011 durante il RixFM festival tenutosi ai giardini reali di Stoccolma.

## Video Musicale
Il video musicale è stato diretto da Patric Ullaeus ed è stato caricato su YouTube il 28 giugno 2011.

## Tracce
- Digital download

1. Hearts in the Air - 3:59

## Classifiche
| Classifica | Posizione raggiunta |
| ---------- | ------------------- |
| Svezia     | 2                   |

## Date di pubblicazione
| Nazione     | Data              | Formato                       | Etichetta       |
| ----------- | ----------------- | ----------------------------- | --------------- |
| Svezia      | 3 giugno 2011     | Digital download              | Roxy Recordings |
| Norvegia    | 3 giugno 2011     | Digital download              | Roxy Recordings |
| Francia     | 28 settembre 2011 | Digital download              | Neocorp Music   |
| Regno Unito | 11 dicembre 2011  | Digital download (Remixes EP) | Roxy Recordings |
| Irlanda     | 11 dicembre 2011  | Digital download (Remixes EP) | Roxy Recordings |